# Jan Jørgensen
Jan Østergaard Jørgensen (Aalborg, 31 de diciembre de 1987) es un deportista danés que compite en bádminton, en la modalidad individual.
Ganó una medalla de bronce en el Campeonato Mundial de Bádminton de 2015 y seis medallas en el Campeonato Europeo de Bádminton entre los años 2008 y 2018.

## Palmarés internacional
| Campeonato Mundial | Campeonato Mundial         | Campeonato Mundial | Campeonato Mundial |
| Año                | Lugar                      | Medalla            | Prueba             |
| ------------------ | -------------------------- | ------------------ | ------------------ |
| 2015               | Yakarta (Indonesia)        | Medalla de bronce  | Individual         |
| Campeonato Europeo |                            |                    |                    |
| Año                | Lugar                      | Medalla            | Prueba             |
| 2008               | Herning (Dinamarca)        | Medalla de bronce  | Individual         |
| 2010               | Mánchester (Reino Unido)   | Medalla de plata   | Individual         |
| 2012               | Karlskrona (Suecia)        | Medalla de bronce  | Individual         |
| 2014               | Kazán (Rusia)              | Medalla de oro     | Individual         |
| 2016               | La Roche-sur-Yon (Francia) | Medalla de plata   | Individual         |
| 2018               | Huelva (España)            | Medalla de bronce  | Individual         |